# Іспанський сором
Іспа́нський со́ром (ісп. la vergüenza ajena, англ. spanish shame) — «сором за іншого». Також відомий як опосередковане, вторинне, емпатичне або стороннє збентеження — почуття збентеження від спостереження за бентежними діями іншої людини. На відміну від загального збентеження, опосередковане збентеження викликане не участю в бентежній події, а наглядом (вербальним/візуальним) за іншою людиною, котра переживає цю подію. Ці емоції можуть сприйматися як просоціальні, і, на думку ряду фахівців, їх можна розглядати як мотивацію дотримання певної соціально й культурно прийнятної поведінки.

## Тлумачення
Опосередковане збентеження часто розглядається як протилежність до зловтіхи, тобто почуття задоволення від нещастя, приниження або збентеження іншої людини.
Опосередковане збентеження відрізняється від емоційного зараження, при якому людина несвідомо імітує емоції, які відчувають інші. Емоційне зараження відчувають обидві людини, що робить його груповою емоцією. Опосередковане збентеження часто виникає навіть тоді, коли людина, що переживає бентежливу, неприємну або ганебну для неї подію, може навіть не усвідомлювати наслідків. Для того, щоб подія вважалася емоційним зараженням — емоція повинна впливати на більш ніж одну людину, але у випадку стороннього збентеження необхідно тільки, щоб спостерігач відчув емоцію. Крім того, опосередкованого збентеження можна зазнати навіть тоді, коли спостерігач повністю ізольований.
Опосередковане збентеження, як і інші непрямі емоції, проявляє симптоми, що відображають первісну емоцію. Однак, на відміну від спільних емоцій, переживання збентеження для спостерігача залежить від того, як зазвичай він відчуває емоції збентеження. Люди, яким у житті властива соціальна бентежність можуть відчувати знайомі симптоми, такі як почервоніння, надмірне потовиділення, тремтіння, серцебиття та нудоту. Інші, менш серйозні симптоми можуть містити звуження, відведення погляду або загальний (моральний) дискомфорт.

## Етимологія
Вживаний термін «Іспанський сором» має відношення не стільки до Іспанії, як до іспанської мови, де, як вважається, він уперше з'явився як поняття для такого переживання (ісп. Vergüenza Ajena — «сором за інших»). Однак достеменно відомо про існування щонайменше двох аналогічних термінів: у німецькій (нім. Fremdschämen — «сором за чужака») та фінській (фін. myötähäpeä — «сором за когось іншого» чи «співчуття») мовах відповідно. В англійській мові, через яку термін був популяризований у світі та Україні був закріплений пріоритет саме за спрощеним іспанським варіантом.

## Сучасний термін
- Кринж[15][a], крінж[16][17], рідше криндж/кріндж (англ. cringe [/kɹɪnd͡ʒ/]) — слово означає почуття сорому чи обурення з приводу певних подій, осіб, явищ.[18][19]

## Психологічна основа

### Емпатія
Опосередковане збентеження нерозривно пов'язане з емпатією — здатністю переживати почуття іншої людини, що вважається сильною емоцією, яка сприяє самовідданості, просоціальній поведінці та відчуттю групових емоцій, тоді як відсутність емпатії пов'язано з антилюдяністю та антисоціальністю. У незручній ситуації спостерігач співчуває жертві збентеження, бравши на себе це почуття. Люди з підвищеною емпатією більш схильні до стороннього збентеження. Здатність розпізнавати емоції, ймовірно, вроджена, оскільки може досягатися несвідомо. Проте її можна тренувати й досягати розпізнавання чужих емоцій з різним ступенем інтенсивності або точності.

### Самопроєкція
Психологічна проєкція — теорія в психології та психоаналізі, згідно з якою люди захищають себе від небажаних емоцій, заперечуючи їх існування в собі й приписуючи їх іншим людям. Проєкція вважається нормальним, цілком звичайним процесом у повсякденному житті. Однак стороннє збентеження й інші непрямі емоції працюють у зворотному напрямку, запускаючи процес, що зветься самопроєкцією. Небажана емоція переживається іншою людиною, і спостерігач проєціює на себе те, що він інтерпретує відповідною реакцією. Наприклад, той, хто часто й легко бреше, може відчути опосередковане збентеження, проєціюючи на себе досвід того, хто попався на брехні.

## Культурне значення
Незграбні й бентежні ситуації часто виникають у соціальних ситуаціях внаслідок нездатності виправдати соціальні очікування й використовуються для того, щоб допомогти дізнатися, що вважається культурно прийнятним. У той час як збентеження ізолює жертву на основі культурних упереджень, опосередковане збентеження використовується для заохочення просоціальної поведінки між жертвою і спостерігачем.

### Ніяковна комедія
Незручні ситуації вже давно використовуються у різного роду комедійних проєктах: комедіях, розіграшах, п'єсах, драматичній іронії та скетчах. Традиційно закадровий сміх використовується для того, щоб допомогти глядачам посміятися в потрібний час. Але в міру того, як закадровий сміх перестали додавати в комедії ситуацій (ситкоми), незручні ситуації стала супроводжувати тиша і з'явився комедійний жанр, відомий як ніяковна комедія, який містить багато визнаних критиками ситкомів.